# Кочергинский сельсовет (Московская область)
Кочергинский сельсовет — упразднённая административно-территориальная единица, существовавшая на территории Московской губернии и Московской области до 1954 года.
Кочергинский сельсовет был образован в первые годы советской власти. По данным 1918 года он входил в состав Рогачёвской волости Дмитровского уезда Московской губернии.
По данным 1926 года в состав сельсовета входили деревни Васнево, Кочергино, Мурдасово и Поздняково.
В 1929 году Кочергинский с/с был отнесён к Дмитровскому району Московского округа Московской области.
27 февраля 1935 года Кочергинский с/с был передан в Коммунистический район.
17 июля 1939 года к Кочергинскому с/с был присоединён Александровский с/с (селения Александрово и Копытово).
4 января 1952 года из Богдановского с/с в Кочергинский было передано селение Безбородово.
14 июня 1954 года Кочергинский с/с был упразднён. При этом его территория была передана в Больше-Рогачёвский с/с.